# تپه تخت دختر
تپه تخت دختر در شهرستان کلات، روستای گرو واقع شده و این اثر در تاریخ ۲۳ فروردین ۱۳۴۶ با شمارهٔ ثبت ۶۶۹ به‌عنوان یکی از آثار ملی ایران به ثبت رسیده است.